# Mianne Bagger
Mianne Bagger, född William Bagger 25 december, 1966 i Holstebro, Danmark är en kvinnlig golfspelare från Danmark med ett transsexuellt förflutet.

## Biografi
Bagger började att spela golf vid åtta års ålder och när hon var 14 träffade hon Greg Norman under en golfuppvisning.
Bagger flyttade till Australien 1979. 1995 genomgick hon ett könsbyte och 1998 återvände hon till golfen som amatör i Australien.
När hon började sin amatörkarriär i Australien orsakade hon en mediastorm. Många golfanhängare ansåg att eftersom hon var född som man hade hon en fördel framför icke transsexuella kvinnliga golfspelare. Bagger svarade att människor inte förstår sig på syftet med ett könsbyte men eftersom Australian Womens Golf Association inte har något förbud mot kvinnor som har bytt kön var hon välkommen att spela där. I sin första tävling som proffs fanns Laura Davies och Rachel Teske bland de spelare som gav henne sitt stöd för att få tävla.
1999 vann Bagger sin första tävling i South-Australian championship, och den bedriften upprepade hon 2001 och 2002.
Hon orsakade ytterligare en mediastorm 2003 när hon försökte att komma med i Australian Ladies Professional Golf Association (ALPGA), en underavdelning till LPGA. Ordföranden Ty Votaw sade att just nu är vår regel att spelarna måste vara födda som kvinnor, men Votaw lämnade dörren öppen för möjligheten att reglerna kunde komma att ändras i framtiden.
I mars 2004 blev hon första transsexuella kvinnan på golftouren då hon ställde upp i Australian Womens Open.
Internationella olympiska kommitténs regelsättning 2004, ledde till en översyn av reglerna inom många sporter. I november röstade ALPGA för att deras regler skulle ändras så att könsklausulen togs bort och det blev således tillåtet för Bagger att spela på ALPG Tour.
Den 9 februari 2005 ändrade Ladies Golf Union sin policy och då blev det tillåtet för Bagger att delta i Weetabix Womens British Open.
Den 21 mars 2005 antog United States Golf Association en ny policy som tillät transsexuella idrottare att delta i USGA:s tävlingar inklusive den förestående US Womens Open.

## Amatörsegrar
- 1999 South Australian Ladies Amateur
- 2000 South Australian Business Women's Championship
- 2001 South Australian Ladies Amateur, South Australian 72 Hole Strokeplay Championship (Rene Erichsen Trophy)
- 2002 South Australian Ladies Amateur